# Quiet (Metal Gear)
Quiet is een personage uit de Metal Gear-serie van Konami. Het personage werd bedacht door Hideo Kojima en is ontworpen door Yoji Shinkawa. De Nederlandse Stefanie Joosten stond model voor Quiet.

## Personage
Quiet verscheen in het stealthspel Metal Gear Solid V: The Phantom Pain in 2015, en is een van de eindbazen die tegenover Venom Snake komt te staan. Het personage is een sluipschutter met bovenmenselijke krachten en behoort tot de XOF, een kwaadaardige divisie van de Amerikaanse inlichtingendienst Cipher.
Afhankelijk van de acties van de speler kan Quiet gevangen worden genomen en worden ingezet als lid van de Diamond Dogs.

## Trivia
In 2016 bracht speelgoedfabrikant Gecco een actiefiguur van Quiet op de markt.